# Carapebus
Carapebus – miasto i gmina w Brazylii, w stanie Rio de Janeiro. Znajduje się w mezoregionie Norte Fluminense i mikroregionie Macaé.
W mieście ma siedzibę klub piłkarski AA Carapebus.